# Sofia Papadopoulou
Sofia Papadopoulou (griechisch Σοφία Παπαδοπούλου; * 19. November 1983 in Athen) ist eine ehemalige griechische Seglerin.

## Erfolge
Sofia Papadopoulou nahm in der Bootsklasse Yngling an den Olympischen Spielen 2008 in Peking teil. Gemeinsam mit Virginia Kravarioti war sie Crewmitglied von Rudergängerin Sofia Bekatorou und gewann mit diesen die Bronzemedaille, als sie dank 48 Punkten hinter den Britinnen und den Niederländerinnen Dritte wurde. Nach den Spielen wechselte Papadopoulou  in die 470er Jolle.